# Chants de la résistance populaire chilienne
Chants de la résistance populaire chilienne (en español: «Canciones de la resistencia popular chilena») es un álbum de canción protesta interpretado por la banda Karaxú, fundada por el cantautor chileno Patricio Manns en Francia en 1974, junto con otros músicos chilenos exiliados en ese país producto del Golpe de Estado en Chile de 1973. Fue lanzado originalmente en Francia ese mismo año, incluyendo dentro de su carátula, en español y francés, varias páginas con información tanto de las canciones como del Golpe de Estado e instauración de la dictadura militar. Patricio Manns y Mariana Montalvo, otra de los integrantes de la banda, interpretan algunos de los temas como solistas.
El disco está dedicado a Miguel Enríquez, dirigente del Movimiento de Izquierda Revolucionaria (MIR) muerto el 5 de octubre de 1974 en un enfrentamiento con la Dirección de Inteligencia Nacional (Dina), apareciendo información y fotografías suyas dentro de la carátula, además de una foto suya con su nombre en la cubierta, en un fondo rojo con el semblante del Che Guevara, el logo del MIR y el texto «Etendard de la lutte des opprimés» (en castellano: «Bandera de la lucha de los oprimidos»).
Al año siguiente, en 1975, apareció en Alemania una edición con otra carátula llamada Wer Kommt Mit MIR? (en español: «¿Quién viene con el MIR?»), en relación con la pista del mismo nombre correspondiente a un relato de José Durán. Esta versión incluye otro libro de ocho páginas con las letras y nombres de las canciones tanto en castellano como alemán.
Ese mismo año apareció también en Estados Unidos una nueva edición llamada Chile: Songs for the Resistance (en español: «Chile: canciones para la resistencia»). Esta versión incluye un nuevo libro informativo en inglés y español, cambia su cubierta y reemplaza la pista «¿Quién va conmigo?» por la canción «Miguel Enríquez», compuesta e interpretada por Ángel Parra, hijo de Violeta Parra y también exiliado en París. Por esto último, en la cubierta aparecen los nombres de Patricio Manns, Karaxú y Ángel Parra.

## Lista de canciones
Toda la música compuesta por Patricio Manns, salvo que se indique lo contrario. Todas interpretadas por Karaxú, salvo los interpretados por miembros específicos de la banda. 
| Lado A |                              |                  |                  |          |  |
| N.º    | Título                       | Música           | Intérprete       | Duración |  |
| 1.     | «La canción de Luciano»      |                  | Patricio Manns   | 5:40     |  |
| 2.     | «La ventana»                 |                  | Mariana Montalvo | 5:24     |  |
| 3.     | «La resistencia se organiza» |                  |                  | 4:55     |  |
| 4.     | «Bolivariana»                |                  | Patricio Manns   | 3:27     |  |
| 5.     | «Sólo digo compañeros»       | Daniel Viglietti |                  | 2:20     |  |
| 21:46  |                              |                  |                  |          |  |

| Lado B |                                                                             |            |                  |          |  |
| N.º    | Título                                                                      | Música     | Intérprete       | Duración |  |
| 6.     | «¿Quién va conmigo? (*)»                                                    | José Durán |                  | 2:32     |  |
| 7.     | «Los libertadores»                                                          |            | Patricio Manns   | 4:30     |  |
| 8.     | «La dignidad se hace costumbre» (o «La dignidad se convierte en costumbre») |            |                  | 3:54     |  |
| 9.     | «Ya no somos nosotros»                                                      |            | Patricio Manns   | 2:40     |  |
| 10.    | «Carta a mi compañero»                                                      | José Durán | Mariana Montalvo | 5:36     |  |
| 11.    | «Trabajadores al poder»                                                     | José Durán |                  | 2:51     |  |
| 22:03  |                                                                             |            |                  |          |  |

(*) En la versión estadounidense de 1975 cambia por «Miguel Enríquez», compuesta e interpretada por Ángel Parra, con una duración de 3:59 minutos.

## Créditos
Todas las versiones
- Karaxú: Patricio Manns, Franklin Troncoso, Bruno Fléty, el "Negro" Salué, el "Negro" Larraín y Mariana Montalvo.[1]

Versión alemana
- Wolf Biermann: notas.